# Fučkovac
Fučkovac is een plaats in de gemeente Bosiljevo in de Kroatische provincie Karlovac. De plaats telt 19 inwoners (2001).